# Ekmanfjorden
Ekmanfjorden is een fjord van het eiland Spitsbergen, dat deel uitmaakt van de Noorse eilandengroep Spitsbergen.
Het fjord is vernoemd naar ondernemer Johan Oscar Ekman (1812-1907).

## Geografie
Het fjord is noord-zuid georiënteerd en heeft een lengte van ongeveer 18 kilometer. Ze mondt in het zuiden uit in het fjord Nordfjorden, een zijtak van het Isfjord. Aan de noordzijde heeft het fjord Ekmanfjorden twee takken.
Het fjord ligt in Nationaal park Nordre Isfjorden.